# Дъбовяни
Дъбовяни (изписване до 1945 година: Дѫбовяни; на македонска литературна норма: Добовјани; на албански: Dobovjani) е село в Северна Македония, в община Струга.

## География
Селото е разположено на 12 километра от Струга в северния край на Стружкото поле на левия бряг на Черни Дрин.

## История
В XIX век Дъбовяни е село в Стружка нахия на Охридска каза на Османската империя. В „Етнография на вилаетите Адрианопол, Монастир и Салоника“, издадена в Константинопол в 1878 година и отразяваща статистиката на населението от 1873 година, Добовяни (Doboviani) е посочено като село с 10 домакинства и 42 жители българи.
Според Васил Кънчов в 90-те години на XIX век Дъбовяни е село в Дримкол с 25 арнаутски къщи. Според статистиката му („Македония. Етнография и статистика“) в 1900 година Дъбовяни има 240 жители българи християни и 150 арнаути мохамедани.
На Етнографската карта на Битолския вилает на Картографския институт в София от 1901 година Дъбовяни е смесено село българи, албанци и помаци в Охридската каза на Битолския санджак с 30 къщи.
В 1961 години жителите на селото са 261. В 1994 година броят им е 424. Според преброяването от 2002 година селото има 168 жители.
| Националност     | Всичко |
| северномакедонци | 0      |
| албанци          | 164    |
| турци            | 0      |
| роми             | 0      |
| власи            | 0      |
| сърби            | 0      |
| бошняци          | 0      |
| други            | 4      |

До 2004 година селото е част от община Велеща. Землището му е едно от най-малките в страната – само 1 квадратен километър.

## Личности
Родени в Дъбовяни
- Зехедин Туши (р. 1943), северномакедонски генерал-лейтенант